# Flughafen Burnie

i7
i11
i13
Der Flugplatz Burnie (englisch Burnie Airport, IATA-Code: BWT, ICAO-Code: YWYY) ist ein zivil genutzter Flugplatz an der Nordküste der zu Australien gehörenden Insel Tasmanien. Er liegt etwa 16 Kilometer nordwestlich von Burnie und unmittelbar südlich der Kleinstadt Wynyard, weswegen er inoffiziell auch als Wynyard Airport bezeichnet wird. Betrieben wird er seit 2001 von der im gleichen Jahr gegründeten Burnie Airport Corporation, die sich zu 51 % im Besitz der Stadt Burnie und zu 49 % im Besitz der privaten Gesellschaft Australian Regional Airports befindet.

## Geschichte
Der erste Flugplatz in Wynyard wurde von Freiwilligen auf einer alten Pferderennbahn errichtet. Bereits ein Jahr nach der Fertigstellung im Jahr 1932 stellte sich jedoch heraus, dass der Flugplatz für größere Passagier- und Postflugzeuge zu klein war. Am südlichen Stadtrand wurde ein größerer Flugplatz angelegt, der am 26. Februar 1934 offiziell eröffnet wurde. Eine weitere Eröffnungszeremonie am 1. Januar 1935 wurde von Joseph Lyons, dem damaligen Prime Minister von Australien, besucht.
Mitte der 1970er Jahre wurde von der Regierung beschlossen, die Instandhaltung aller Flughäfen außerhalb der Hauptstädte vom Commonwealth auf die jeweiligen lokalen Behörden zu übertragen.
Ursprünglich besaß der Flugplatz eine näher am Terminal gelegene Start- und Landebahn mit der Kennung 08/26. Nach dem Bau der südlich weitgehend parallel gelegenen Bahn 09/27 wurde sie aufgelassen, sie dient heute als Rollbahn.
Eine Besonderheit bildete eine Eisenbahnstrecke, welche die Bahn 05/23 in ihrem nordöstlichen Teil kreuzte. Die Vorfahrt wurde mit einer Ampel geregelt. Der Betrieb auf der Bahnstrecke wurde 2005 eingestellt.

## Fluggesellschaften und Ziele
- Melbourne mit REX
- Melbourne-Essendon mit Free Spirit Airlines
- King Island und Launceston mit Sharp Airlines
- Hobart mit Par Avion Airlines